# گونتهر هرمان
گونتهر هرمان (به آلمانی: Günther Herrmann) بازیکن فوتبال و هافبک اهل آلمان است که از سال ۱۹۶۰ میلادی عضو تیم ملی فوتبال آلمان بوده‌است. وی در ۹ بازی ملی حضور داشته است و آخرین بازی ملی خود را در سال ۱۹۶۷ میلادی انجام داد. گونتهر هرمان در بازی‌های ملی‌اش گلی به ثمر نرساند.